# Halina Pawlowská
Halina Pawlowská, rozená Kločuraková (* 21. března 1955 Praha), je česká spisovatelka, scenáristka, publicistka, vydavatelka a příležitostná herečka.

## Životopis
Narodila se v Praze jako jediná dcera ukrajinského emigračního básníka Vasila Kločuraka, přejmenovaného na Kločureka, který pocházel z Podkarpatské Rusi a byl bratrem politika Štefana Kločuraka, a středoškolské učitelky Herrové. Po základní škole v Ječné ulici přestoupila na jazykovou základní školu v Ostrovní ulici a posléze na gymnázium, po kterém vystudovala scenáristiku a dramaturgii na FAMU. Je vdova, její manžel Zdeněk zemřel v roce 2013, a má dvě děti, dceru Natálii (* 1981) a syna Petra (* 1986).
V roce 1988 začala pracovat v oblasti zábavy v Československé televizi, později se věnovala novinám a publicistice. Od roku 1991 pracovala ve společenské a kulturní rubrice deníku Metropolitan, potom v deníku Telegraf, kde se stala v roce 1993 zástupkyní šéfredaktora. V devadesátých letech moderovala TV pořady Zanzibar (cestopisný) a V žitě (později Žito) – týdeník složený ze společenských reportáží. Právě díky této zkušenosti byla zahraničním investorem vybrána za šéfredaktorku tehdy nově vzniklého společenského týdeníku Story, který vedla 7 let. Po sedmi letech Story opustila a založila vlastní časopis Šťastný Jim, který vedla do roku 2005, kdy se časopisu přestalo dařit a převzalo jej nakladatelství Bauer Media. Vydávání časopisu Šťastný Jim bylo zastaveno v roce 2009. V letech 2004–2005 vydávala časopis Halina TD, později Halina. V roce 2006 založila nový časopis Glanc.
Za svoji literární a jinou činnost obdržela řadu ocenění, například v roce 1994 Českého lva v kategorii Nejlepší scénář za film Díky za každé nové ráno a dvakrát po sobě televizní ocenění TýTý – Pořad roku za talk-show Banánové rybičky, kterou Česká televize vysílala od roku 1999 do Vánoc 2007. V roce 2010 začala moderovat svoji novou talkshow s názvem Mamba show.
V roce 2005 v televizní soutěži Největší Čech přijala roli obhájkyně Jana Wericha.

## Dílo

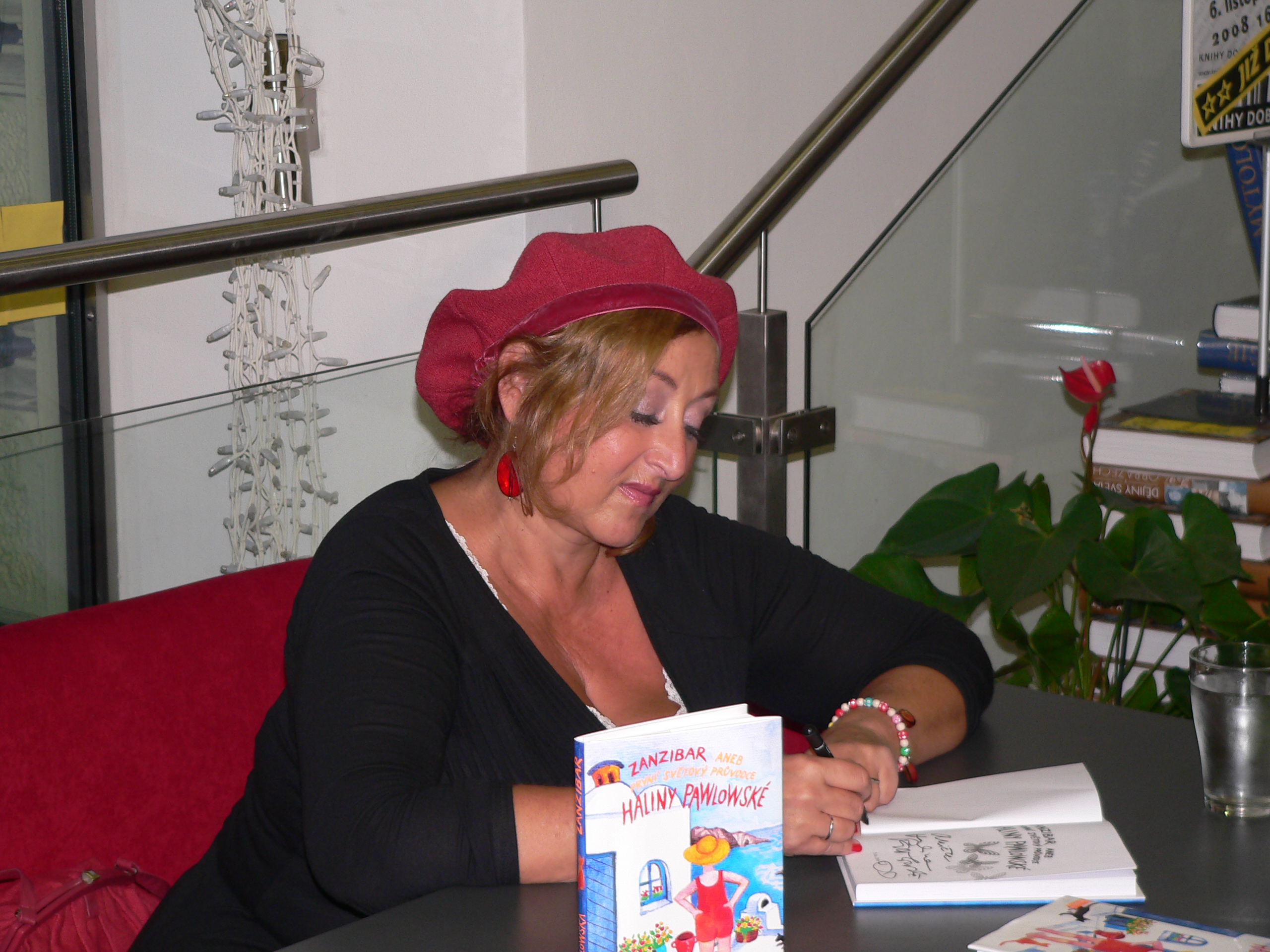
Halina Pawlowská na autogramiádě v Brně, 2008

### Knihy
- Zoufalé ženy dělají zoufalé věci, 1993
- Díky za každé nové ráno, 1994
- Proč jsem se neoběsila, 1994
- Ať zešílí láskou, 1995
- Ó, jak ti závidím, 1995 – Kniha roku 1995
- Jak být šťastný: dvanáct nemorálních rad, 1996
- Hroši nepláčou, 1996
- Charakter mlčel, a mluvilo tělo, 1997
- Dá-li pánbůh zdraví, i hříchy budou, 1998
- Banánové rybičky, 2000
- Banánové chybičky, 2003
- Tři v háji, 2004 – kniha vznikla spoluprací Haliny Pawlowské, Michala Viewegha a Ivy Hercíkové
- Záhada žlutých žabek, 2005
- Zanzibar, aneb první světový průvodce Haliny Pawlowské, 2008
- Když sob se ženou snídá, 2009
- Jak blbá, tak široká, 2009
- Velká žena z Východu, 2011
- Strašná Nádhera, 2012
- Pravda o mém muži, 2013
- Ulovila jsem ho v buši, 2014
- Manuál zralé ženy, 2015
- Cesta za láskou, 2016
- Tři metry vášně, 2016
- Zase zoufalé ženy dělají zoufalé věci, 2017
- Díky za fíky, 2018
- Takhle jsem si to teda nepředstavovala, 2019
- Čmelák - Láskyplné povídky, 2020
- Zážitky z karantény, 2020
- Zájezd snů, 2022
- Rande, 2023

### Filmové a televizní scénáře
- Evo, vdej se!, 1983
- Můj hříšný muž, 1986
- Malé dějiny jedné rodiny, 1988/1989 – TV seriál, napsala scénář pro několik dílů a u několika dalších zpracovala dramaturgii
- Vrať se do hrobu!, 1989 – na scénáři spolupracovala s režisérem Milanem Šteindlerem, námět je do značné míry autobiografický
- Díky za každé nové ráno, 1993 – hl. roli Olgy ztvárnila Ivana Chýlková
- Bubu a Filip, 1996 – TV seriál
- O mé rodině a jiných mrtvolách, 2011 – TV seriál
- Doktoři z Počátků, 2013 – TV seriál
- U Haliny v kuchyni, 2014 – TV pořad
- Zoufalé ženy dělají zoufalé věci, 2018

## Některé filmové role
- Jak básníkům chutná život, 1987 –
- Vrať se do hrobu! – 1989 – role uklízečky
- Zálety koňského handlíře, 1991
- Díky za každé nové ráno, 1993 – role Vasiliny
- Doktoři z Počátků, 2015
- Ohnivý kuře, 2016
- Zoo, 2021